# (668643) 2012 DR30
(668643) 2012 DR30 est un objet transneptunien d'environ 200 km de diamètre, d'abord identifié comme comète en 2009, il possède une très forte excentricité
Lors de sa découverte, il possèdait le second plus grand demi-grand axe des objets non cométaires connus.
Son orbite est assujettie à des variations importantes, à l'époque de 2018 son demi-grand axe était de 1644 UA. Quand il aura quitté la région interne du système solaire, il aura un aphélie de 2049 UA et une période de révolution de 33100 années.
Il a été retrouvé sur des images de 2000. La découverte de l'objet était attribuée à Siding Spring Survey, elle l'a été ensuite à Kitt Peak pour être maintenant à l'observatoire de la Montagne Pourpre. 
| Évolution Orbitale |                  |                        |
| Époque             | Aphélie (Q) (AU) | Période orbitale année |
| 1950               | 2000             | 32000                  |
| 2050               | 2049             | 33100                  |

## Comparaison d'orbites

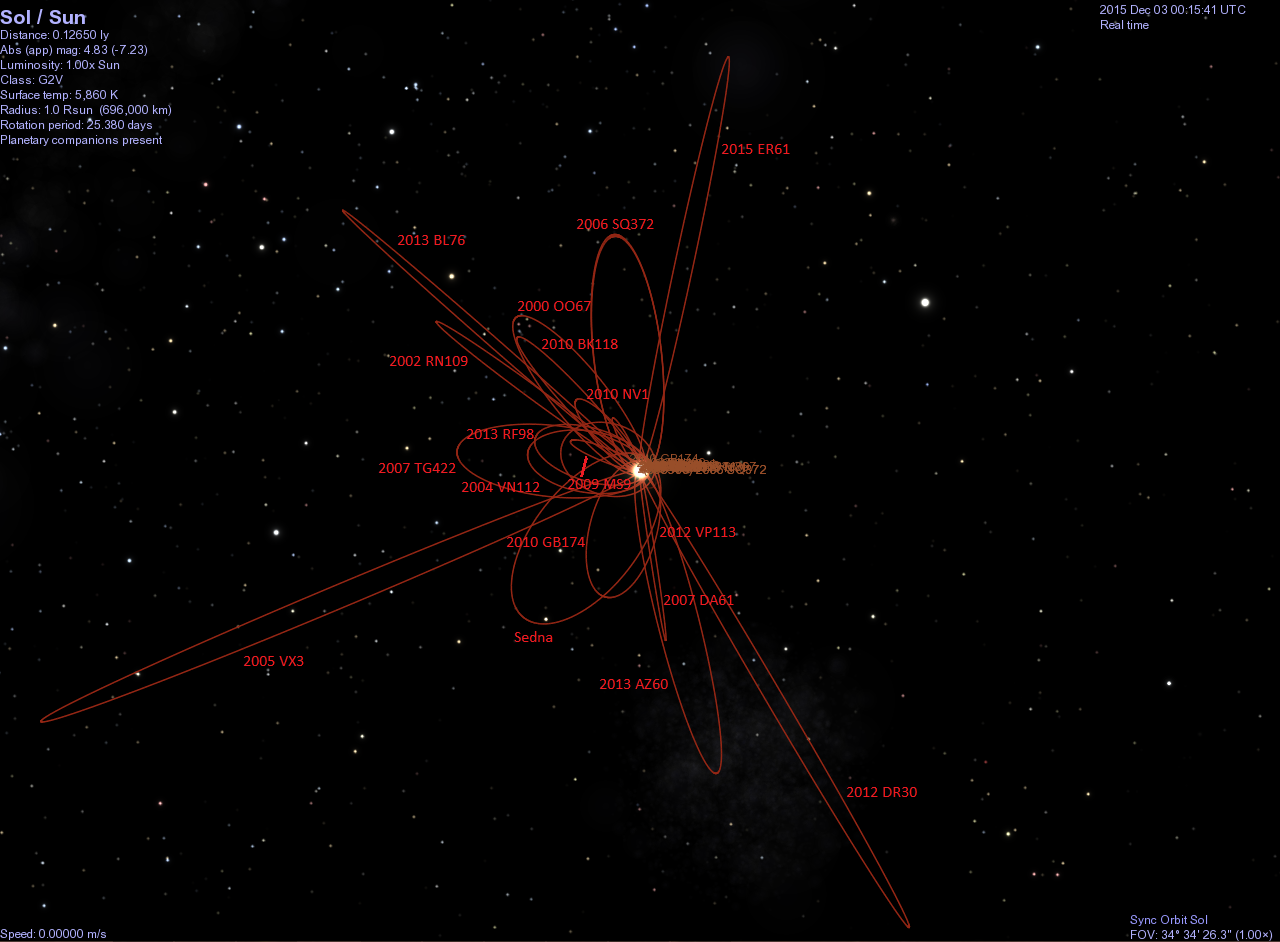
Orbite de comparée à celles d'autres objets très distants (90377) Sedna, (orbite fausse),,,,,,,,,,,,,,, 2015 ER_{61}